# Midlife Crisis
«Midlife Crisis» — сингл американской рок-группы Faith No More. Первый сингл с альбома Angel Dust. Сингл стал хитом № 1 в чарте Modern Rock Tracks. После «Epic» является самым известным синглом Faith No More в США, а также самым известным хитом группы в Британии после «Easy», достигнув 10-го места в чартах. «Midlife Crisis» был первым синглом группы, попавшим в первую десятку в чартах этой страны. Наряду с «Epic» и «Easy» является самой известной песней группы. Песня вошла как саундтрек к игре Grand Theft Auto: San Andreas на радио Radio X и в игре Tony Hawk's: Underground 2. Еще использовалась как песня к трейлеру игры Crysis.

## Текст песни
Паттон отрицал, что песня рассказывает о кризисе среднего возраста, так как не знает каково его иметь, но сказал следующее: 
она больше о создании ложных эмоций, о пребывании в эмоциональном состоянии, зацикливании на своих эмоциях и в каком-то смысле их изобретении 
А также:
Песня во многом основана на наблюдении и спекуляции. Но и в определённом смысле она о Мадонне... Я думаю это было в определённое время, когда я был завален её образом из ТВ и журналов. И мне казалось, будто она рассказывает мне, что она переживает какую-то проблему. Это выглядит так, будто она отчаивается.

## Кавер-версии
Группа Disturbed выпустила свою версию песни.

## Чарты
| Чарт                      | Высшая позиция |
| ------------------------- | -------------- |
| Australian Singles Chart  | 31             |
| Austrian Singles Chart    | 9              |
| Irish Singles Chart       | 13             |
| Polish Singles Chart      | 49             |
| UK Singles Chart          | 10             |
| US Mainstream Rock Tracks | 32             |
| US Modern Rock Tracks     | 1              |